# Frontera lingüística
Una frontera lingüística separa dos territoris de llengua diferent. Entre llengües estretament emparentades aquesta frontera sol ser difusa, per l'existència del continu dialectal històric i els intercanvis entre llengües, per la qual cosa sovint es parla de zones de transició. La frontera marca una dificultat per entendre els parlants de l'altra banda o la consciència de pertànyer a una altra comunitat lingüística i sovint s'ha creat per fronteres polítiques o accidents geogràfics que separen grups de parlants.
La frontera es traça a partir d'isoglosses obtingudes en recerca directa, un dels camps tradicionals de la geolingüística que consisteix a vescatir sobre el terreny com designen un concepte determinat o com pronuncien una determinada paraula els parlants d'una zona i a partir de les diferències observades dibuixar mapes i fronteres.